# Caso Dred Scott contra Sandford
El Caso Dred Scott contra Sandford (también conocido como El Caso Dred Scott) fue una demanda judicial, crucial en la historia de los Estados Unidos, resuelta por la Corte Suprema de dicho país en 1857, en el que se decidió privar a todo habitante de ascendencia africana, fueran esclavos o no, el derecho a la ciudadanía y se le quitó al Congreso federal la autoridad de prohibir la esclavitud en territorios federales del país. La decisión fue redactada por el Juez Presidente Roger B. Taney. La furia que causó este fallo entre los abolicionistas fue factor importante en la explosión de la guerra de Secesión.

## Caso
Al no haber podido comprar su libertad, en 1846 Dredd Scott presentó una demanda legal en el Tribunal de Circuito de St. Louis (San Luis (Misuri)). Scott se mantuvo en un terreno legal sólido, ya que un precedente de Misuri que data de 1824 (caso Winny contra Whitesides) sostenía que los esclavos liberados a través de una residencia prolongada en un estado libre permanecerían libres cuando fueran llevados de regreso a Misuri. La doctrina era conocida como "Una vez libre, siempre libre". Scott y su esposa habían residido durante dos años en estados libres y territorios libres, y su hija mayor había nacido en el río Misisipi, entre un estado libre y un territorio libre.
Dred Scott fue incluido en la lista como el único demandante en el caso, pero su esposa, Harriet, desempeñó un papel crítico, presionándolo para buscar la libertad en nombre de su familia. Ella frecuentaba la iglesia, y el pastor de su iglesia en St. Louis (un conocido abolicionista) conectó a los Scott con su primer abogado. Los niños de Scott tenían alrededor de diez años en el momento en que se archivó el caso, que era la edad en que los esclavos más jóvenes se convirtieron en activos más valiosos para los propietarios de esclavos para vender. Para evitar que la familia se disolviera, Harriet le pidió a Dred que actuara.
El caso Scott v. Emerson fue juzgado en 1847 en el juzgado federal estatal de St. Louis. El abogado de Dred Scott fue originalmente Francis B. Murdoch y luego Charles D. Drake. Debido a que transcurrió más de un año desde el momento de la presentación inicial de la solicitud hasta el juicio, Drake se mudó de San Luis durante ese tiempo. Samuel M. Bay defendió finalmente su caso en la corte. En junio de 1847, el veredicto fue en contra de Scott por un tecnicismo: Scott no había probado haber sido esclavizado por Irene Emerson. En el juicio el tendero Samuel Russell declaró que él había alquilado a Scott de Irene Emerson, pero en un careo admitió que los acuerdos habían sido hechos por su mujer Adeline. Por eso el testimonio de Russell fue considerado de oídas. Sin embargo, el juez pidió un nuevo juicio, que finalmente se celebró en enero de 1850. Esta vez, se presentó evidencia directa de que Emerson era dueña de Scott, y el jurado falló a favor de la libertad de Scott.
Irene Emerson apeló. En 1852, la Corte Suprema de Misuri anuló el fallo del tribunal inferior, argumentando que el creciente sentimiento antiesclavista en los estados libres hacía que ya no fuera necesario que Misuri se apegara a las leyes de los estados libres. Al hacerlo, la corte anuló 28 años de precedente en Misuri. El juez Hamilton R. Gamble, quien más tarde fue nombrado gobernador del estado, discrepó fuertemente con la decisión de la mayoría y escribió una opinión disidente.
En 1853, Scott nuevamente demandó, esta vez ante la Corte Suprema. Irene Emerson se había mudado a Massachusetts, y Scott había sido transferido al hermano de Irene Emerson, John F. A. Sanford. Debido a que Sanford era ciudadano de Nueva York, mientras que Scott sería ciudadano de Misuri si fuera libre, los tribunales federales tenían jurisdicción sobre el caso. Después de perder nuevamente en la corte del distrito federal, apelaron ante la Corte Suprema de los Estados Unidos en Dred Scott v. Sandford. (El nombre se recogió como "Sandford" en la decisión del tribunal debido a un error administrativo).

### Fallo de la Corte Suprema
El 6 de marzo de 1857, el presidente del Tribunal Supremo, Roger B. Taney, emitió la opinión mayoritaria. Taney dictaminó que:
- Cualquier persona descendiente de africanos, ya sea esclava o libre, no es ciudadana de los Estados Unidos, de acuerdo con la Constitución.
- La Ordenanza de 1787 (conocida como Ordenanza Noroeste) no podía conferir ni libertad ni ciudadanía dentro del Territorio del Noroeste a individuos no blancos.
- Las disposiciones de la ley del Compromiso de Misuri (1820) se anularon como acto legislativo, ya que el acto excedió los poderes del Congreso, en la medida en que intentó excluir la esclavitud e impartir libertad y ciudadanía a las personas no blancas en el norte parte de la compra de Luisiana.[8]

El tribunal dictaminó que los afroamericanos no tenían derecho a la libertad ni a la ciudadanía. Como no eran ciudadanos, no tenían la capacidad legal para presentar una demanda ante un tribunal federal. Como los esclavos eran propiedad privada, el Congreso no tenía el poder de regular la esclavitud en los territorios y no podía revocar los derechos de un propietario de esclavos según el lugar donde vivía. Esta decisión anuló la esencia del Compromiso de Misuri, que dividió los territorios que aún no eran estados en jurisdicciones libres o esclavas. Hablando en nombre de la mayoría, Taney dictaminó que debido a que Scott simplemente se consideraba propiedad privada de sus dueños, estaba sujeto a la Quinta Enmienda a la Constitución de los Estados Unidos, que prohíbe tomar propiedad de su dueño "sin el debido proceso".

La decisión de Scott aumentó las tensiones entre facciones proesclavistas y antiesclavistas tanto en el norte como en el sur, lo que empujó aún más al país hacia el borde de una guerra civil. Finalmente, la Decimocuarta Enmienda a la Constitución resolvió el problema de la ciudadanía negra a través de la Sección 1 de esa Enmienda: "Todas las personas nacidas o naturalizadas en los Estados Unidos, y sujetas a su jurisdicción, son ciudadanos de los Estados Unidos y del Estado en donde ellos residen ... ".